# Le Plus Heureux des trois
Le Plus Heureux des trois est une comédie en 3 actes d'Eugène Labiche, représentée pour la 1re fois à Paris au Théâtre du Palais-Royal le 11 janvier 1870.
- Collaborateur Edmond Gondinet.
- Éditions Dentu.

## Argument
Marjavel est marié en secondes noces à Hermance. Ernest, un de ses amis, tisse une relation avec Hermance. L'oncle d'Ernest, Jobelin, était quant à lui l'amant de la première femme de Marjavel, Mélanie. Et enfin, Marjavel lui-même a une relation avec une autre femme, sans compter les deux maîtresses qu'il avait quand il était marié avec Mélanie. Bien entendu, aucun des trois hommes, Ernest, Marjavel et Jobert, ne veut que les autres soient au courant. Ce que les circonstances rendent difficiles...

## Quelques répliques
Lisbeth : « En tout t'es si lambin »

## Distribution
| Acteurs et actrices ayant créé les rôles |                   |
| Personnage                               | Acteur ou actrice |
| Alphonse Marjavel                        | Geoffroy          |
| Krampach                                 | Brasseur          |
| Jobelin                                  | Lhéritier         |
| Ernest Jobelin                           | Gil-Pérès         |
| Hermance                                 | Mme Ravel         |
| Berthe                                   | Mme Priston       |
| Pétunia                                  | Mme Kid           |
| Lisbeth                                  | Mme Reynold       |